# Straja
Straja es una comuna ubicada en el distrito de Suceava, Rumania.

## Superficie
Posee una superficie de 45,05 kilómetros cuadrados.

## Demografía
Hasta 2021 la población era de 5258 habitantes, con una densidad de población de 116,7 habitantes por kilómetro cuadrado.